# Denkmalschutzgesetz Berlin
Das Denkmalschutzgesetz Berlin (DSchG Bln) vom 24. April 1995 ist eines der Denkmalschutzgesetze in Deutschland und die Grundlage des Denkmalrechts im Land Berlin.

## Aufgaben
Aufgabe von Denkmalschutz und Denkmalpflege ist es, Denkmale nach Maßgabe des Gesetzes wissenschaftlich zu erforschen, zu schützen, zu erhalten und zu pflegen sowie das Wissen über sie zu verbreiten.

## Denkmale
Das Denkmalschutzgesetz Berlins unterscheidet Baudenkmale, Denkmalbereiche, Gartendenkmale und Bodendenkmale.

### Baudenkmale
Ein Baudenkmal ist entweder eine bauliche Anlage insgesamt oder ein Teil davon, sowie deren Zubehör, Ausstattung und Einrichtung. Ausschlaggebend für die Einstufung als Baudenkmal ist ein öffentliches Interesse, das Objekt zu erhalten. Dieses Interesse kann geschichtlich, künstlerisch, wissenschaftlich oder städtebaulich begründet sein. Zu den Baudenkmalen zählen auch Anlagen und Gebäude, die die Entwicklung der Technik (Technikdenkmal) bezeugen.

### Denkmalbereiche
Ein bauliches Ensemble und die damit verbundenen Straßen und Grünanlagen können einen Denkmalbereich bilden, sofern die Erhaltung des von ihnen geformten Gesamtbildes aus den oben genannten Gründen ein öffentliches Interesse darstellt. Zu einem Denkmalbereich können auch Bestandteile gehören, die für sich selbst kein Denkmal sind.

### Gartendenkmale
Wichtig für die Einstufung einer Grünanlage als Gartendenkmal ist ebenfalls das öffentliche Interesse an ihrem Erhalt. Gartendenkmale können Garten- und Parkanlagen, Friedhöfe, Alleen oder sonstige Zeugnisse der Landschaftsgestaltung sein. Zu einem Gartendenkmal gehört auch dessen Ausstattung, sofern sie mit dem Denkmal eine Einheit bildet.

### Bodendenkmale
Bodendenkmale können beweglich oder unbeweglich sein. Wichtig ist neben dem öffentlichen Interesse an ihrem Erhalt, dass sich das Objekt im Boden oder in einem Gewässer befunden hat oder befindet. Bei Entdeckung eines Bodendenkmals ist der Entdecker verpflichtet, sofort die Untere Denkmalschutzbehörde über seinen Fund zu informieren. Im Falle einer Entdeckung bei Bauarbeiten gilt dies auch für den Bauleiter. Außerdem muss das Bodendenkmal mindestens vier Tage für die denkmalfachliche Untersuchung in unverändertem Zustand belassen werden. Für das gezielte Graben nach Bodendenkmalen ist eine Genehmigung der zuständigen Denkmalbehörde erforderlich.

### Denkmalliste
Denkmale werden in Berlin in ein öffentlich zugängliches Verzeichnis eingetragen. Diese Landesdenkmalliste Berlin ist eine seit vielen Jahren, früher sowohl in Ost- als auch in West-Berlin, geführtes Inventar-Verzeichnis von Kulturdenkmälern. Sie enthält aktuell rund 8.000 Objekte, die auf Antrag verschiedener Behörden, aber auch von interessierten Einzelpersonen oder nach der Auswertung von Fachliteratur vorgeschlagen, durch Fachleute sorgfältig geprüft und schließlich einer Kommission zur Beschlussfassung über den Eintrag vorgelegt worden sind.

## Die Denkmalbehörden Berlins

### Oberste Denkmalschutzbehörde
In Berlin ist die Senatsverwaltung für Stadtentwicklung, Bauen und Wohnen die oberste Denkmalschutzbehörde. Sie ist für die Fachaufsicht über die Denkmalfachbehörde zuständig. Sie entscheidet, falls es zwischen Denkmalfachbehörde und Unterer Denkmalschutzbehörde zu unterschiedlichen Auffassungen über eine zu treffende Entscheidung kommt.
Der Landesdenkmalrat Berlins berät die oberste Denkmalschutzbehörde und ist von dieser in allen bedeutenden Angelegenheiten anzuhören.

### Denkmalfachbehörde
Denkmalfachbehörde ist das Landesdenkmalamt Berlin, das der Senatsverwaltung für Kultur und Europa direkt unterstellt ist. Das Landesdenkmalamt hat seinen Sitz im Alten Stadthaus, Klosterstraße 47, 10179 Berlin-Mitte. Zu den Aufgaben des Landesdenkmalamts gehört die wissenschaftliche Erforschung und Erfassung von Denkmalen, sowie das Erstellen der Denkmallisten, Inventaren und Topographien. Des Weiteren steht das Landesdenkmalamt Eigentümern und Besitzern von Denkmalen beratend und unterstützend zur Seite, erstellt Gutachten, vergibt Zuschüsse und ist schließlich für die Verbreitung von denkmalfachlichen Erkenntnissen zuständig. Private Denkmaleigentümer können Anträge auf Zuwendungen an das Landesdenkmalamt stellen, um für den denkmalpflegerisch bedingten Mehraufwand beim Unterhalt der Kulturdenkmäler einen Ausgleich zu erhalten. Das Landesdenkmalamt und die Zuschüsse werden aus dem Haushalt des Landes Berlin finanziert. Das Landesamt erteilt Spendenbescheinigungen, wenn Dritte sich finanziell am Erhalt der geschützten Denkmäler beteiligen, und Investitionsbescheinigungen für Denkmaleigentümer über denkmalpflegerisch bedingten Mehraufwand beim Unterhalt von Kulturdenkmälern. Beides kann steuerlich abgesetzt werden.
Das Landesdenkmalamt arbeitet eng mit der Vereinigung der Landesdenkmalpfleger in der Bundesrepublik, dem Deutschen Nationalkomitee für Denkmalschutz, dem Deutschen Städtetag sowie mit ICOMOS und der UNESCO zusammen.

### Untere Denkmalschutzbehörde
Als Untere Denkmalschutzbehörde fungieren in Berlin die 12 Bezirksämter der Stadt und die Stiftung Preußische Schlösser und Gärten Berlin-Brandenburg. Die Untere Denkmalschutzbehörde entscheidet in Genehmigungs- und Widerspruchsverfahren, über den Erlass von Erhaltungs- und Wiederherstellungsanordnungen, führt Ordnungswidrigkeitsverfahren durch und erteilt Genehmigungen für die Veränderung an Kulturdenkmalen.
Denkmalfachbehörde und Untere Denkmalschutzbehörde müssen Entscheidungen im gegenseitigen Einvernehmen treffen. Kommt diese nicht zustande, entscheidet die oberste Denkmalschutzbehörde.

## Erhaltung und Nutzung von Denkmalen
Denkmaleigentümer sind verpflichtet, für den Erhalt ihres Denkmales zu sorgen. Entsprechende Mängel kann die Denkmalbehörde beanstanden und verlangen, dass sie behoben werden. Bei der Nutzung von Denkmalen darf für deren dauerhaften Erhalt keine Gefahr entstehen. Außerdem darf die nähere Umgebung eines Denkmales nicht in einer Form verändert werden, die das Erscheinungsbild des Denkmals beeinträchtigt (Umgebungsschutz).

## Verändern von Denkmalen
Um ein Baudenkmal rechtmäßig zu verändern oder es gar völlig zu beseitigen, ist eine Genehmigung der Unteren Denkmalschutzbehörde erforderlich. Dies gilt auch für Veränderungen im unmittelbaren Umfeld eines Denkmals (Umgebungsschutz). Bei Zuwiderhandlungen kann die Denkmalbehörde den Verantwortlichen verpflichten, den früheren Zustand wiederherzustellen. Zu beachten ist bei allen denkmalrechtlichen Genehmigungen und Weisungen, dass der Eigentümer wirtschaftlich nicht unverhältnismäßig belastet werden darf. Um das zu erreichen, kann die untere Denkmalschutzbehörde und die Denkmalfachbehörde auch Darlehen oder Zuschüsse an den Eigentümer gewähren. Bei religiös genutzten Denkmalen haben die nutzenden Religionsgemeinschaften ein besonderes Mitspracherecht.

## Enteignungen und Vorkaufsrecht
Besteht eine unmittelbare Gefahr für den Erhalt eines Denkmals oder betragen die von der Denkmalbehörde zu zahlenden Zuschüsse für den Erhalt eines Denkmales mehr als 50 Prozent des Grundstückswertes, ist das Land Berlin befugt, den bisherigen Eigentümer zu enteignen. Dafür ist dem Enteigneten eine angemessene Entschädigung zu zahlen. Des Weiteren steht dem Land Berlin bei Grundstücken, auf denen sich Denkmale befinden, ein Vorkaufsrecht zu. Dieses Vorkaufsrecht ist übertragbar auf Einrichtungen, die den Erhalt des Denkmals dauerhaft sicherstellen.

## Öffentlichkeitsarbeit
Als Beitrag der genannten Behörden dafür, dass die zahlreichen Denkmäler einschließlich der Probleme und Chancen ihres Schutzes und ihres Erhalts besser bekannt werden, wird auch in Berlin seit einigen Jahren der „Tag des offenen Denkmals“ veranstaltet (in der Regel: zweites Wochenende im September), der jährlich zahlreiche interessierte Teilnehmer findet.